# Krzysztof Kruszelnicki (zm. 1749)
Krzysztof Kruszelnicki herbu Sas (zm. w 1749 roku) – sędzia lwowski w latach 1744–1749, podstarości lwowski w latach 1739–1749, podstoli lwowski w latach 1737–1744, podczaszy żydaczowski w latach 1722–1737, stolnik czernihowski w 1713. i 1717 roku.
Stronnik Augusta A. Czartoryskiego. Poseł województwa ruskiego na sejm zwyczajny pacyfikacyjny 1735 roku.
Dobroczyńca klasztoru karmelitanek we Lwowie.
Był żonaty z Marianną Kunicką.